# Marcos Acuña
}}
Marcos Javier Acuña (Zapala, 28 de outubro de 1991) é um futebolista argentino que atua como lateral-esquerdo no River Plate, e na Seleção Argentina.

## Carreira

### Ferro Carril
Iniciou sua formação atlética no Clube Dom Bosco de sua cidade natal. Naquela época, ele jogava como lateral-esquerdo. Seu bom desempenho o tornou conhecido por olheiros que o convidaram para experimentar diferentes clubes de Buenos Aires. Então, ele tentou a sorte aos 13 anos, mas não ficou no Boca Juniors e no San Lorenzo de Almagro. Quatro anos depois, ele tentou sua sorte no Quilmes, River Plate e Tigre antes de finalmente se juntar ao Ferro Carril Oeste.
Um curto período nas divisões menores do clube de Caballito foi o suficiente para ele chamar a atenção e ser promovido à Primeira Divisão. Ele fez sua estreia em 16 de abril de 2011, em uma partida pelo campeonato Primera B Nacional, jogando contra o CAI de Comodoro Rivadavia e com José María Bianco como treinador.  Já na temporada 2013/14, destacou-se pelas assistências aos companheiros (12 assistências), o que chamou a atenção de outros clubes. Com a equipe de Caballito, somando jogos em campeonatos e copas, disputou 117 partidas e marcou 5 gols (3 de cobrança de falta) e deu 23 assistências.

### Racing
Em 18 de julho de 2014, transferiu-se para o Racing com uma taxa de transferência de 4,9 milhões de pesos argentinos pela metade do passe, com opção de compra de mais 25% a 750.000 dólares, valor fixo. entidade fiduciária que controlava a economia de Ferro.Em 27 de julho de 2014, fez sua estreia com a camisa albiceleste em partida pelas oitavas de final da Copa Argentina contra o San Martín de San Juan, na qual também marcou de cabeça, que deu a vitória ao Racing por 1 a 0.
Acuña foi campeão com o Racing do torneio de transição 2014, cortando uma sequência de 13 anos sem títulos, disputou 15 partidas (alternando titularidade e banco de reservas), onde marcou 2 gols (contra o Belgrano de Córdoba na vitória por 4 a 1, naquele dia ele marcou sua primeira dobradinha na carreira).
Acuña deixou o Racing após 109 encontros.

### Sporting
Em 21 de julho de 2017, Acuña foi anunciado pelo Sporting, de  Portugal por 9,6 milhões de euros.
Ele fez sua primeira aparição oficial aqui na vitória por 2 a 0 fora de casa sobre o Desportivo Aves.
No dia 26 de janeiro de 2018, sagrou-se campeão da Taça da Liga de Portugal ao empatar 1-1 com o Porto e derrotá-los nas cobranças de penalidades por 3-1.
Em 25 de maio de 2019, sagrou-se campeão da Taça de Portugal ao empatar 2-2 com o Porto e vencê-los por 4-3 nas grandes penalidades.
Marcos Acuña encerrou sua passagem pelo Sporting com 135 jogos, nos quais conquistou 1 Taça de Portugal e 2 Taças da Liga.

### Sevilla
Em 14 de setembro de 2020, ele assinou um contrato de quatro anos com o Sevilla, em troca de 10 milhões de euros mais dois em variáveis. Em 7 de novembro de 2021, Acuña marcou seu primeiro gol na liga da temporada 2021–22 no el gran derbi, onde o Sevilla venceu por 2–0 contra o Real Betis.

### River Plate
Em 20 de agosto de 2024 foi anunciado como novo jogador do River Plate.

## Seleção Argentina
Em 15 de novembro de 2016, ele fez sua estreia pela seleção argentina contra a Colômbia nas eliminatórias sul-americanas da Copa do Mundo da FIFA 2018.

### Copa do Mundo de 2018
Em maio de 2018, foi selecionado para representar a Argentina na Copa do Mundo 2018,na Rússia.Sua única partida na Copa do Mundo foi disputada no dia 16 de junho contra a Croácia, na qual a seleção argentina perdeu por 3 a 0.

### Copa do Mundo de 2022
Em 11 de novembro de 2022, é selecionado por Lionel Scaloni para participar da Copa do Mundo de 2022, no Catar.
Acuña participou de seis jogos na campanha do título da Argentina. Em 18 de dezembro de 2022, sagrou-se campeão da Copa do Mundo ao vencer a França na final.

### Copa América de 2021
Foi convocado pelo técnico Lionel Scaloni para disputar a Copa América de 2021. Ele alternou a posição de lateral-esquerdo com Nicolás Tagliafico em vários jogos. Ele fez parte do time titular na final contra a seleção brasileira de futebol, na qual a Argentina venceria por 1 a 0 com gol de Ángel Di María para se tornar novamente campeã após 28 anos.

## Títulos
Racing
- Campeonato Argentino: 2014

Sporting
- Taça da Liga: 2017–18 e 2018–19
- Taça de Portugal: 2018–19

Sevilla
- Liga Europa da UEFA: 2022–23
- Desafio de Clubes da UEFA–CONMEBOL: 2023

Seleção Argentina
- Copa América: 2021 e 2024
- Copa dos Campeões CONMEBOL–UEFA: 2022
- Copa do Mundo FIFA: 2022

### Prêmios individuais
- Equipe ideal da Liga Europa da UEFA: 2022–23